# 馬爾塔 (伊利諾伊州)
馬爾塔（英語：Malta）是位於美國伊利諾伊州迪卡爾布縣的一個村落。

## 地理
馬爾塔的座標為41°55′45″N 87°51′42″W / 41.92917°N 87.86167°W，而該地最高點為海拔高度276米（即909英尺）。

## 人口
根據2010年美國人口普查的數據，馬爾塔的面積為1.64平方千米，當中陸地面積為1.56平方千米，而水域面積為0.08平方千米。當地共有人口1160人，而人口密度為每平方千米707人。